# Dendrortyx leucophrys
El colín cariclaro, también colín cara clara, codorniz coronada, perdiz montañera, perdiz cariblanca, gallina-de-monte centroamericana o codorniz coluda centroamericana (Dendrortyx leucophrys) es una especie de ave galliforme de la familia Odontophoridae propia de Centroamérica. Puebla diversas zonas montanas de Guatemala, El Salvador, Honduras, Chiapas, Nicaragua y Costa Rica.

## Subespecies
Se conocen dos subespecies de Dendrortyx leucophrys:
- Dendrortyx leucophrys leucophrys - montañas del sur de México (Chiapas) a Nicaragua
- Dendrortyx leucophrys hypospodius - montañas del norte de Costa Rica